# Micheline
De Micheline was een railbus (treinstel) op luchtbanden die in de jaren 1930 in Frankrijk werd ontworpen door het bedrijf Michelin en enkele spoorbedrijven. In de loop der tijd kwam deze naam in Frankrijk ook in gebruik voor conventionele dieseltreinen.
De meeste Michelines waren zelfaangedreven, maar er werden ook enkele locomotieven en rijtuigen gebouwd. Michelines leverden een daarvoor nooit vertoond comfort bij treinritten, maar al snel bleken ze niet toereikend vanwege het feit dat de rubberen banden slechts weinig lading en daarmee alleen kleine spoorwagens konden dragen. Hierdoor vereisten ze een groter aantal banden (tot 20) per spoorwagen. Daarnaast konden de banden leeglopen, wat ze bewerkelijker maakten dan ijzeren wielen.

## Ontwerp
Het doel van ontwerper André Michelin met de Micheline was de verbetering van het reiscomfort. De Michelines moesten luchtbanden krijgen die op meterspoor konden rijden, spoorwissels konden passeren en het gewicht van de treinstellen konden dragen. Het eerste ontwerp werd gepatenteerd in 1929 en in lijn hiermee werden de banden verbonden door een stevigere metalen constructie. De spoorvoering werd geregeld door een uit de velg stekende flens. Deze constructie vereiste echter wel dat de wagenbakken (carrosserie) licht moesten zijn om door deze draaistellen te kunnen worden gedragen. De wagenbakken werden opgebouwd uit duraluminium en werden vervaardigd op basis van technieken uit de luchtvaartindustrie. Het eerste prototype werd in 1931 aangeboden aan de spoorbedrijven.
Om deze uitvinding onder het publiek te brengen gaf Marcel Michelin, de zoon van André Michelin, op 10 september 1931 een demonstratie met het prototype Michelin nr. 5 op het traject van Paris Saint-Lazare naar Deauville en terug. Hij nodigde André Citroën en zijn vrouw, de directeur van de Franse spoorwegen en enkele journalisten uit bij deze snelheidspoging. Tijdens de terugtocht legde het treinstel de 219,2 kilometer tussen beide spoorwegstations af in 2 uur en 3 minuten, wat een gemiddelde snelheid opleverde van 107 kilometer per uur met pieken tot 130 kilometer per uur. Met deze voor die tijd hoge snelheden werd de geschiktheid van de Micheline overtuigend onderschreven. Daarop werden door Michelin meerdere treinstellen gebouwd.

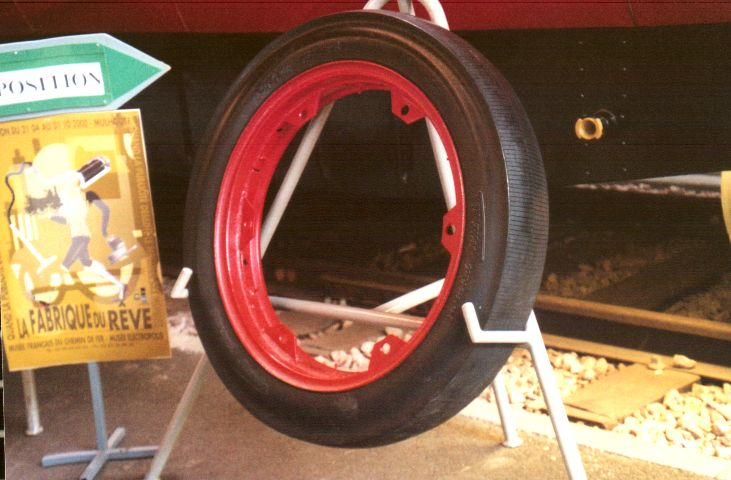
Speciale band voor Micheline-treinstellen
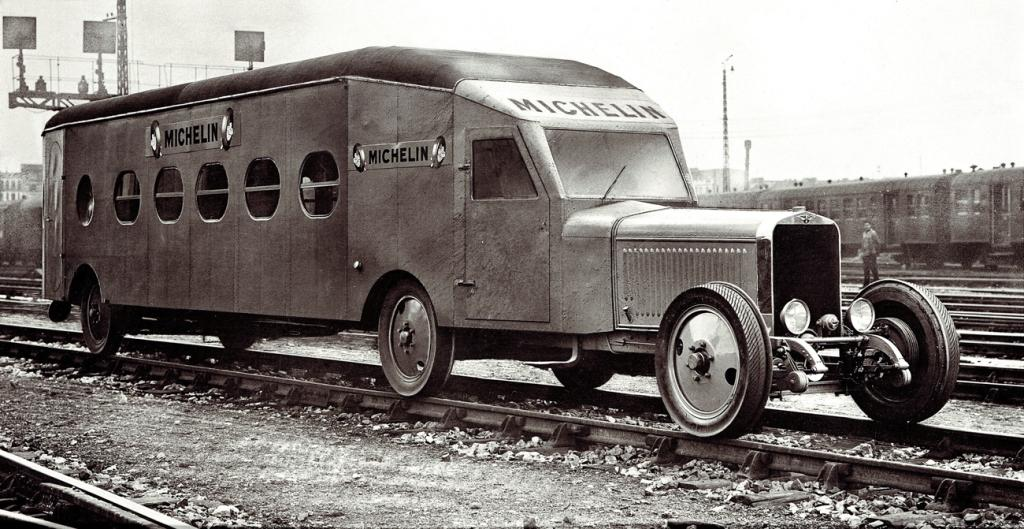
Type 5 gebruikt voor snelheidsproef in 1931
- Demonstratie van de Micheline in Utrecht in 1932

## Inzet
De door Michelin gebouwde treinstellen reden vele jaren op de Franse spoorwegen, zowel voor als na de oprichting van de Franse nationale spoorwegmaatschappij SNCF. Ook in de Franse koloniën in Afrika, Madagaskar en Indochina werden Michelines ingezet op aldaar aangelegde smalspoorlijnen. In Madagaskar legde een Micheline in 1937 het 369 kilometer lange traject Tamatave-Tanarive en terug af in negen uur tijd, waarmee een gemiddelde snelheid van 44 kilometer per uur werd gehaald. De banden hielden het 20.000 kilometer vol. In Madagaskar werd de laatste Micheline buiten dienst gesteld in 1985.
In 1932 en 1933 bouwde het Amerikaanse bedrijf Budd Company ook drie treinstellen die werkten volgens het principe van de Michelines. Deze treinstellen hadden door Goodyear in licentie vervaardigde banden. Deze treinstellen functioneerden echter niet naar tevredenheid en werden daarom al na korte tijd weer uit bedrijf genomen of omgebouwd.
De Michelines stonden aan de basis van de bandenmetro, die de RATP (het Parijse spoorbeheer) introduceerde vanwege het superieure acceleratievermogen, waarmee de capaciteit van de RATP-metrolijnen kon worden verhoogd. Naarmate de tijd verstreek, bleken de eigenschappen van conventionele treinstellen op ijzeren wielen echter de voorkeur te hebben op de extra complexiteit van treinstellen op rubberen banden.

## Types
- Type 5: Het type dat in 1931 het traject Paris Saint-Lazare - Deauville aflegde als snelheidsproef.
- Type 11: In 1932 in productie. Ook 'Micheline 24 places' genoemd. 11 stuks geproduceerd.
- Type 16: In 1933 in productie. Had 36 zitplaatsen en een maximumsnelheid van 90 kilometer per uur. In 1934 en 1935 werden 26 type 16's gebouwd.
- Type 20-22: In 1934 in productie. Was langer en had 56 zitplaatsen. Tussen 1934 en 1937 werden 52 stuks in dienst genomen. De Franse spoorwegen namen in 1934 2 type 20's af, in 1935 13 type 21's en in 1936 1 type 22.
- type 23: In 1936 in productie. Had 96 zitplaatsen, waarvan 16 klapstoelen. De maximumsnelheid lag op 135 kilometer per uur. Tussen 1936 en 1938 namen de Franse spoorwegen 10 stuks af. Dit type bleef in bedrijf tot 1952.
- Type 33-geleed: In 1936 in productie. Had 48 zitplaatsen eerste klasse en 60 zitplaatsen tweede klasse en een ruimte voor de machinist aan beide zijden.

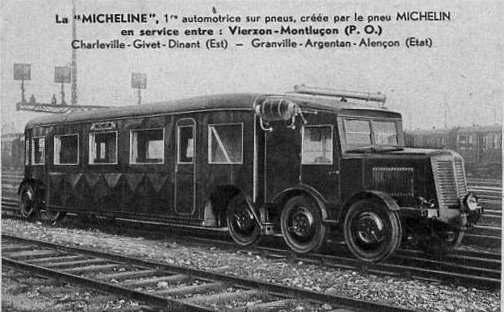
Type 11 had het uiterlijk van een autobus met oplegger
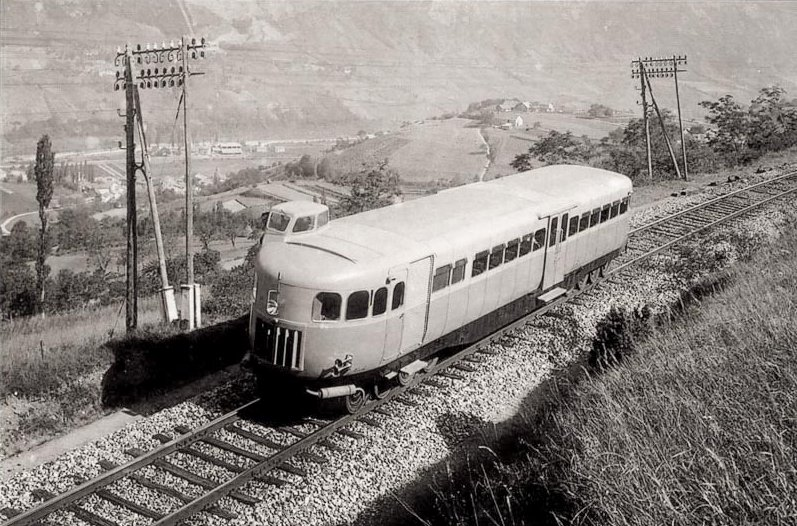
Micheline type 22 met vierassig draaistel
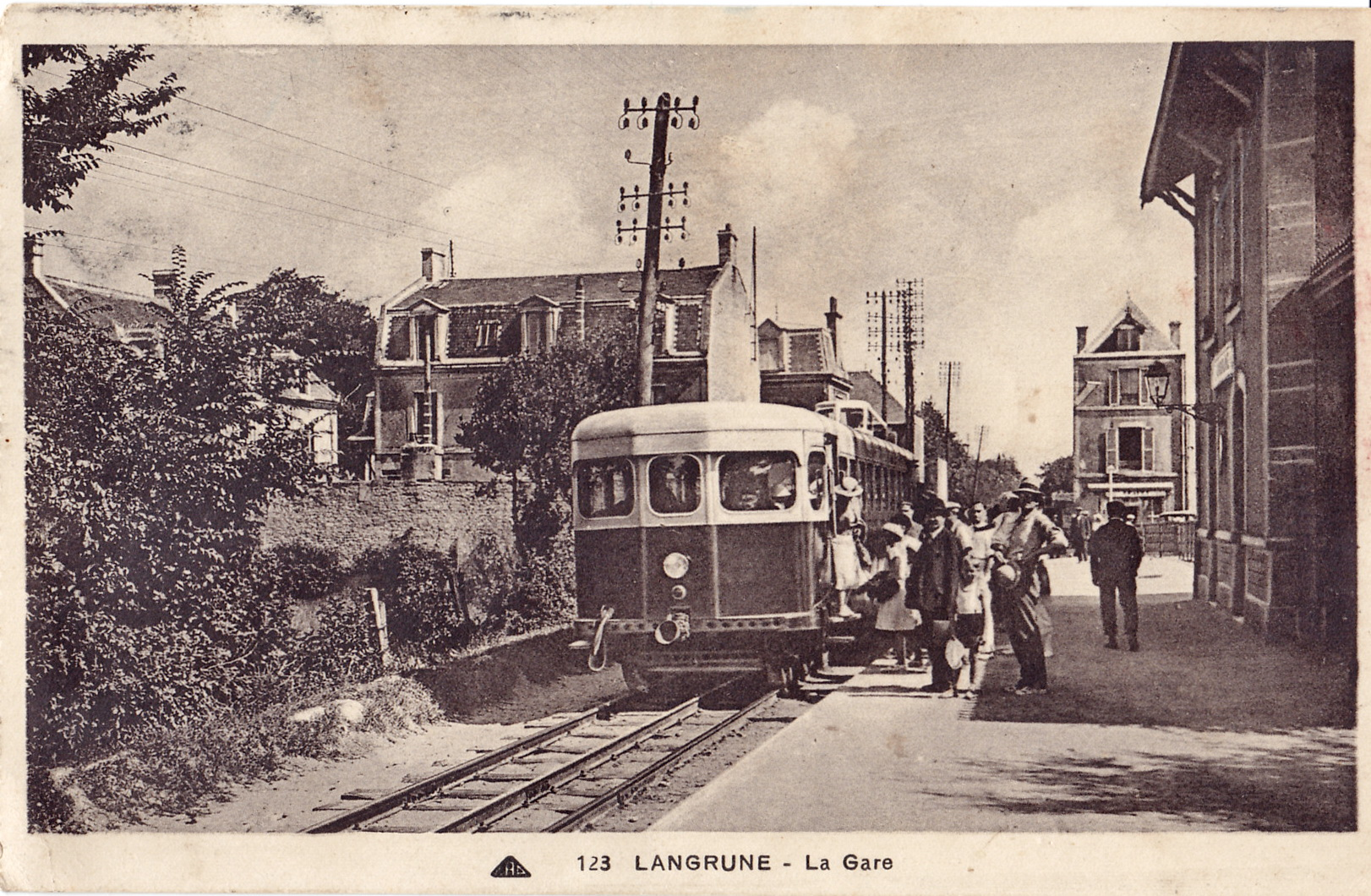
Micheline bij Station Langrune
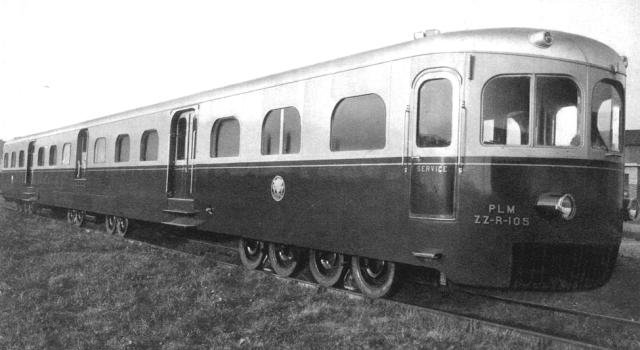
Micheline type 23
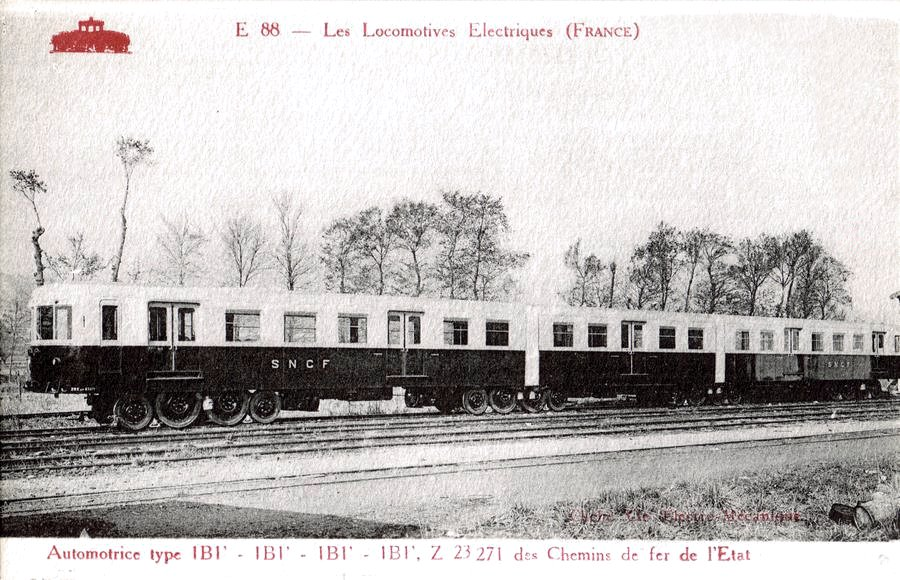
Elektrische Micheline type 136 in 1939

## Museale stellen
Twee exemplaren die in 1952 werden gebouwd door Carel Fouché (grotendeels naar het ontwerp van 20 jaar eerder) bevinden zich nog in Madagaskar; een in de hoofdstad Antananarivo ('Viko-Viko' genaamd) en een in de stad Fianarantsoa (Tsikirity). Beide worden alleen verhuurd aan toeristen om een stuk mee over het spoor te rijden. Het treinstel in Antananarivo is gerestaureerd. Een ander treinstel (Vintsy) werd uit Madagaskar overgebracht naar de Franse stad Clermont-Ferrand, waar het werd gerestaureerd en tentoongesteld in het museum L'Aventure Michelin. In het museum Cité du train in de Franse stad Mulhouse staat Micheline XM 5005 Est van het type 22 uit 1936.

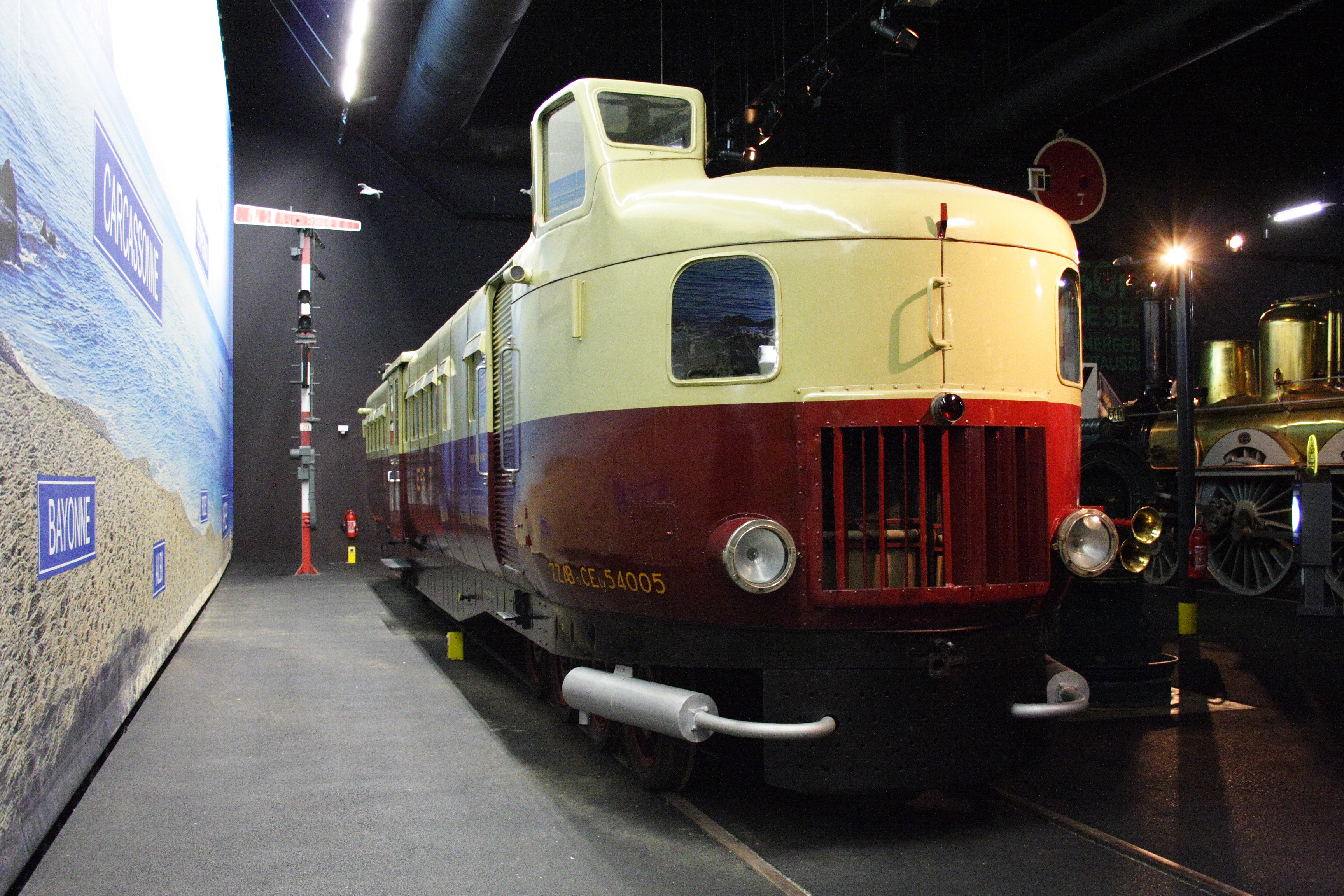
Micheline type 22 uit 1936 in Mulhouse
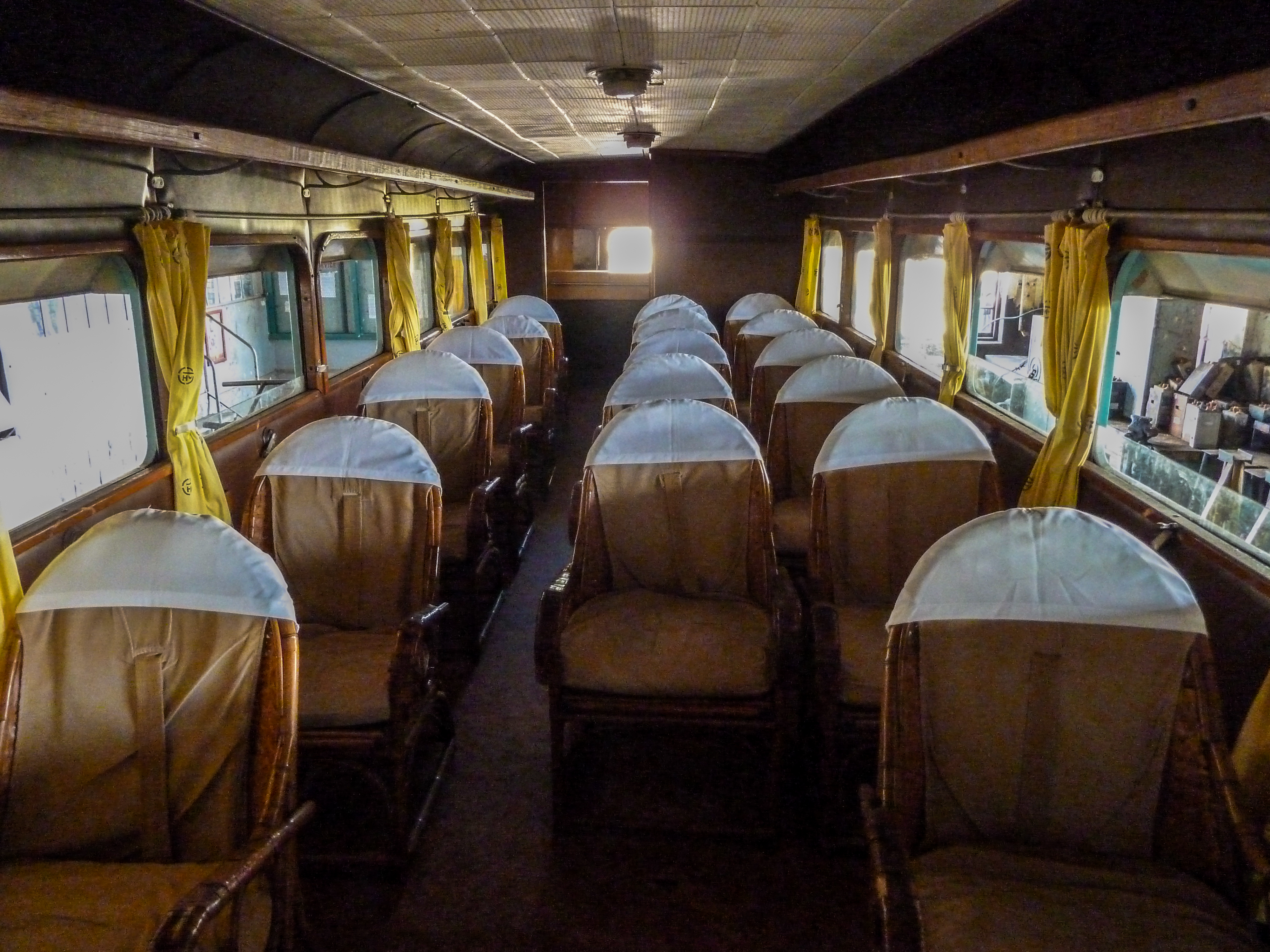
Interieur van de Micheline Tsikirity in Fianarantsoa
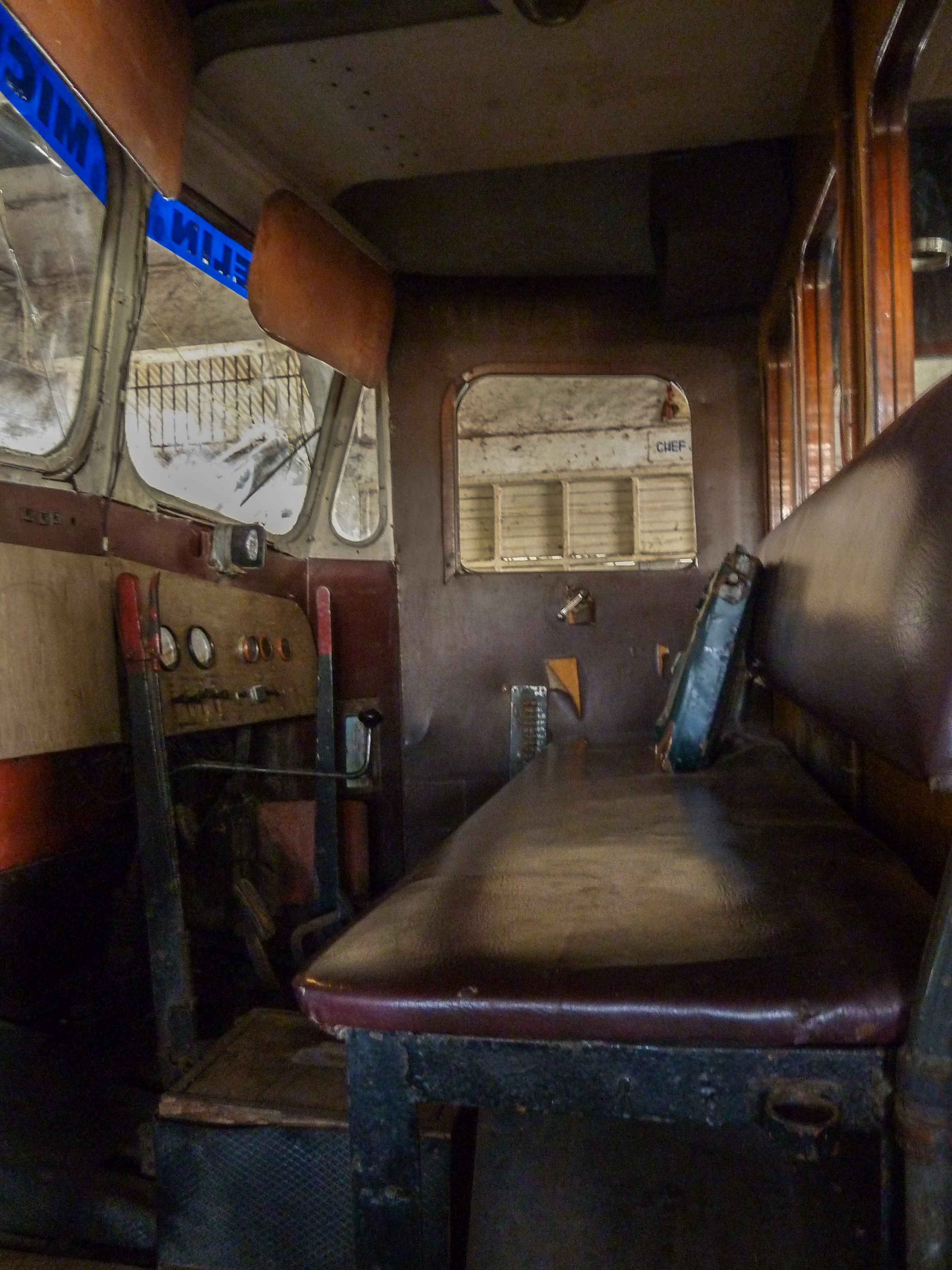
Machinistencabine van de Micheline Tsikirity